# Tamboril do Piauí
Tamboril do Piauí est une municipalité brésilienne située dans l'État du Piauí.